# Norderstedt Mitte (metrostation)
Norderstedt Mitte is een metrostation in de Duitse stad Norderstedt. Het station werd geopend op 28 september 1996 en wordt bediend door lijn U1 van de metro van Hamburg.